# Stazione di San Frediano a Settimo
Stazione di San Frediano a Settimo vasútállomás Olaszországban, Cascina településen.

## Vasútvonalak
Az állomást az alábbi vasútvonalak érintik:
- Pisa–Firenze-vasútvonal

## Kapcsolódó állomások
A vasútállomáshoz az alábbi állomások vannak a legközelebb:
- Stazione di Navacchio (Stazione di Pisa Centrale)
- Stazione di Cascina (Stazione di Firenze Santa Maria Novella)